# Mariel (Vorname)
Mariel ist ein weiblicher Vorname.

## Herkunft und Bedeutung
Der Name ist die englische Verkleinerungsform von Mary.
Varianten sind unter anderem Mae, Mamie, Marinda, May, Mayme und Molly.

## Bekannte Namensträgerinnen
- Mariel Gutiérrez (* 1994), mexikanische Fußballspielerin
- Mariel Hemingway (* 1961), US-amerikanische Schauspielerin
- Mariel Merlii Pulles (* 1998), estnische Skilangläuferin
- Mariel Zagunis (* 1985), US-amerikanische Säbelfechterin